# Martina Grimaldi
Martina Grimaldi (Bolonya, 28 de setembre de 1988) és una nedadora italiana que va guanyar la medalla de bronze als Jocs Olímpics de Londres 2012.
Va disputar campionats mundials i europeus, fins que en 2008 va fer el seu debut olímpic, als Jocs Olímpics de Pequín 2008. Va nedar la prova de la marató de 10 km en aigües obertes, on va quedar dècim després de fer un temps d'1:59:40.7. Quatre anys després, va nedar als Jocs Olímpics de Londres 2012. Va nedar de nou en la prova de marató 10 km. Aquesta vegada va rebaixar la marca de Pequín en dos minuts, la qual cosa li va atorgar la medalla de bronze quedant després d'Éva Risztov i Haley Anderson.